# Kościół Chrześcijan Adwentystów
Kościół Chrześcijan Adwentystów – ewangeliczny kościół protestancki, powstały wskutek tzw. przebudzenia adwentowego, jakie miało miejsce na terenie Stanów Zjednoczonych w XIX wieku. Charakteryzuje się on na tle innych współczesnych wyznań adwentystycznych nieuznawaniem soboty jako dnia świętego, podobnie jak było to w pierwotnym ruchu Williama Millera. Jest jednym z sześciu wyznań wyrosłych bezpośrednio z ruchu millerowskiego.

## Historia

### William Miller

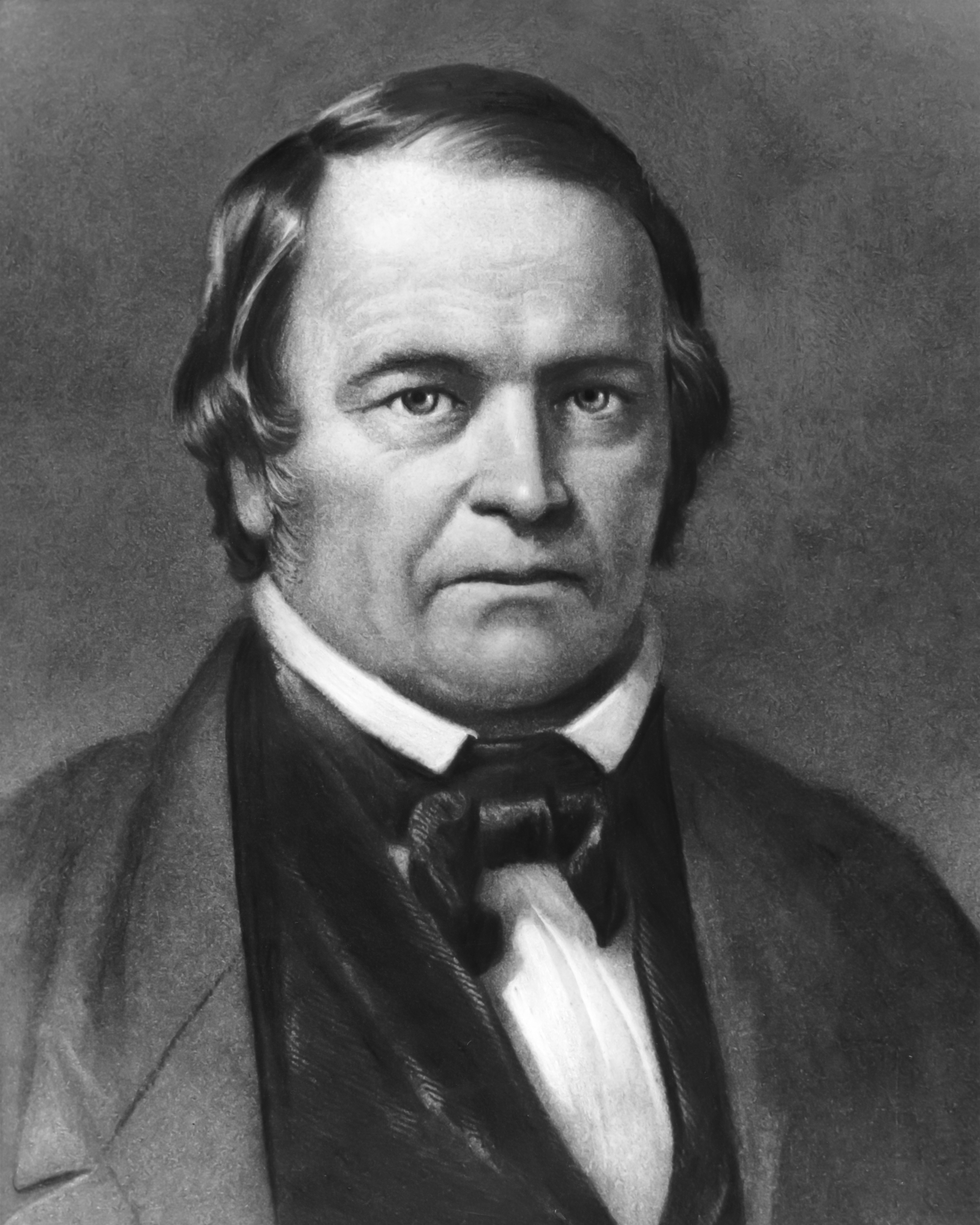
William Miller

Chociaż pierwsze Stowarzyszenie Chrześcijan Adwentystów zostało założone w roku 1860 w Salem, w stanie Massachusetts, to jednak początki kształtowania się kościoła sięgają czasów nauczania baptystycznego kaznodziei Williama Millera w Pittsfield, w stanie Massachusetts. Od wielu lat Miller badał proroctwa starotestamentowej Księgi Daniela i nowotestamentowej Księgi Objawienia. Po dokonaniu na ich podstawie wielu obliczeń, obwieścił w 1831 roku, że powtórne przyjście Chrystusa nastąpi w 1843 bądź 1844 roku. Tysiące ludzi uwierzyło mu i sprzedali swoje posiadłości. Jego zwolennicy, nazwani Millerytami, oczekiwali powrotu Chrystusa i końca świata.

### Jonathan Cummings, Charles F. Hudson, George Storrs
Jonathan Cummings (1785-1867), uczeń Millera, który przełożył przewidywania Millera na rok 1854, również miał istotny wpływ na osoby, które dały początek Stowarzyszeniu Chrześcijan Adwentystów. Trzeci korzeń wiary chrześcijan adwentystów możemy zauważyć w rozkwicie nauki o warunkowej nieśmiertelności wśród kaznodziejów adwentystycznych takich, jak Charles F. Hudson (1795-1881) i George Storrs (1796-1879). Odrzucając to, co było ich zdaniem grecką filozofią (nieśmiertelność duszy), nauczali, że chociaż ludzie stworzeni zostali nieśmiertelnymi, to jednak nieśmiertelność tę utracili w konsekwencji upadku Adama. Zmarli, według nich, oczekują w nieświadomości zmartwychwstania, kiedy to pobożni otrzymają życie wieczne, a bezbożni zostaną ostatecznie zgładzeni. Te nauki oddzieliły Stowarzyszenie Chrześcijan Adwentystów od Kościoła Ewangelicznych Adwentystów.
- 1893 – Początki Uniwersytetu Aurora (w Aurora, w stanie Illinois) – powstanie Seminarium Medonta.
- 1900 – Przyjęcie przez kościół „Deklaracji Zasad”
- 1964 – Połączenie Wspólnoty Życia i Adwentu (zorganizowanej w 1863 r. przez Johna T. Walsh’a i George Storrs’a) z Kościołem Chrześcijan Adwentystów.

## Nauka
„Deklaracja Zasad” Kościoła Chrześcijan Adwentystów naucza, że:
- Biblia jest natchnionym Słowem Bożym, jedynym nieomylnym źródłem wiary i praktyki.
- Bóg objawiony w trzech Osobach (Bóg Ojciec, Syn i Duch Święty) jest nieskończonym źródłem miłości, życia i sprawiedliwości.
- Jezus Chrystus przyszedł na świat, by zbawić ludzkość na krzyżu, zmartwychwstał, wstąpił do nieba, gdzie jest jedynym pośrednikiem między Bogiem a człowiekiem, a wkrótce przyjdzie sądzić żywych i umarłych.
- Człowiek stworzony został nieśmiertelnym, lecz na skutek grzechu stracił nieśmiertelność. Śmierć jest stanem nieświadomości zarówno dla pobożnych, jak i bezbożnych. Podczas powtórnego przyjścia Chrystusa nastąpi zmartwychwstanie: pobożni otrzymają życie wieczne, bezbożni zostaną zniszczeni na zawsze.
- Zbawienie jest możliwe dla każdego, niezależnie od jego uczynków, na podstawie aktu łaski Bożej. Można je otrzymać jedynie w tym życiu, przez doświadczenie nowonarodzenia – szczerego żalu za grzechu, wyznaniu go i przyjęciu Jezusa Chrystusa za pana swojego życia.
- Powtórne przyjście Chrystusa nastąpi widzialnie i słyszalnie dla wszystkich, podobnie jak jego wniebowstąpienie, co jest największą nadzieją dla Kościoła. Nastąpi wówczas zmartwychwstanie wierzących do życia wiecznego, oczyszczenie Ziemi z grzechu i odnowienie jej na wieczny dom dla zbawionych.
- Proroctwa biblijne podają w przybliżeniu czas powrotu Chrystusa i porównując go z obecnymi znakami czasu uważają, że Chrystus jest „tuż u drzwi”. W związku z tym, powinnością każdego chrześcijanina ma być głoszenie nadchodzącego dnia zbawienia.
- Kościół Boży składa się z wszystkich wierzących w Jezusa Chrystusa bez względu na ich przynależność religijną. Organizacja zboru ma mieć charakter kongregacjonalny, wolny od władzy duchowieństwa.
- Chrzest i Wieczerza Pańska są jedynymi ustanowieniami w kościele. Chrzest jest przyjmowany przez osoby w wieku świadomym i odbywa się przez całkowite zanurzenie w wodzie.
- Niedziela została przez pierwszych chrześcijan oddzielona jako czas poświęcony na nabożeństwo i wspomnienie zmartwychwstania Pańskiego.
- Uczestnictwo w działaniach wojennych jest sprzeczne z naukami Jezusa Chrystusa i miłości do nieprzyjaciół. Chrześcijanie adwentyści odmawiają służenia w armii.

Kościół oficjalnie zaakceptował również następujące wyznania wiary:
- Skład Apostolski
- Zasady Wiary Narodowego Stowarzyszenia Ewangelicznych Chrześcijan
- Duchowe Wyznanie Wiary

Od pozostałych kościołów ewangelicznych, Kościół Chrześcijan Adwentystów różni się przede wszystkim nauką o warunkowej nieśmiertelności i postrzeganiem śmierci, jako stanu nieświadomości człowieka, aż do zmartwychwstania.

## Działalność
Kościół prowadzi misje, posiada placówki oświatowe (m.in. Uniwersytet Aurora), wydaje literaturę, organizuje konferencje i obozy. Generalna Konferencja kościoła zjeżdża się raz na trzy lata. Centrala Kościoła Chrześcijan Adwentystów znajduje się w Charlotte, w stanie Karolina Północna.

## Statystyki
Kościół Chrześcijan Adwentystów posiada na terenie Stanów Zjednoczonych i Kanady 35.000 członków w 325 zborach. Największe skupisko zborów znajduje się na wschodnim wybrzeżu USA, w stanach: Georgia, Karolina Północna, Karolina Południowa, Wirginia i Wirginia Zachodnia.
Obszarem działalności Kościoła, poza USA i Kanadą, objętych jest obecnie 11 krajów świata – Indie, Japonia, Malezja, Nowa Zelandia, Filipiny, Meksyk, Honduras, Chorwacja, Nigeria, Liberia, Ghana, gdzie łączna liczba członków wynosi 28.000.
Ogólnoświatowa liczba dorosłych, ochrzczonych wyznawców kościoła to około 63 000 osób.
Kościół Chrześcijan Adwentystów jest członkiem Ewangelicznej Rady Odpowiedzialności Finansowej, Stowarzyszenia Ewangelicznych Misji Zagranicznych i Narodowego Stowarzyszenia Ewangelicznych Chrześcijan.